# Белгия
Кралство Белгия (на нидерландски: België; на френски: Belgique; на немски: Belgien) е държава в Западна Европа. Тя граничи с Нидерландия, Германия, Люксембург и Франция, а на северозапад – със Северно море.
Белгия се намира на културната граница между германска и романска Европа. Географски и културно Белгия е на кръстопътя на Европа и в продължение на последните 2000 години е била свидетел на непрестанни приливи и отливи на различни раси и култури. Вследствие на това в Белгия са се претопили келтската, римската и германската култури, а по-късно се е добавило влиянието на Франция, Нидерландия, Испания и Австрия.
В Белгия се говорят два основни езика – нидерландски (често наричан и фламандски) във Фландрия на север и френски във Валония на юг. В източните райони има официално признато малцинство, говорещо немски език, а столицата Столичен регион Брюксел официално е двуезична. Това езиково разнообразие, което често води до политически конфликти, е оставило своя отпечатък в сложните институции и политическа история на Белгия.

## География

### Разположение, релеф и води
Белгия е 136-а по площ страна в света с територия от 30 528 km². Тя се намира в Западна Европа и граничи с Франция (556 km) на югозапад, Люксембург (130 km) и Германия (133 km) на изток/югоизток и Нидерландия (478 km) на север, а на северозапад има излаз на Северно море (67 km). Разположена е между 49°30 и 51°30 северна ширина и 2°33 и 6°24 източна дължина.
Белгия включва няколко физикогеографски района: по-голямата част от страната попада в Средноевропейската равнина, на югоизток са ниските планини Ардени, а в най-югоизточния ъгъл е хълмистата област Белгийска Лотарингия, която в геоложко отношение е част от Парижкия басейн.
Средноевропейската равнина в Белгия се разделя на три части. Фламандската низина на северозапад включва Морска и Вътрешна Фландрия. Морска Фландрия е ивица, разположена на 8 до 15 km от Северно море и заета главно от пясъчни дюни и полдери, защитени от морето с диги или отводнени с канали. Вътрешна Фландрия има надморска височина 25 до 90 m и се отводнява от реките Лейе, Схелде и Дендер, течащи на североизток към устието на Схелде.
На изток Фламандската низина преминава в гористата низина Кемпен, която има надморска височина 50 – 100 m и разделя басейните на Схелде и Маас. Централната част на Белгия е заета от хълмиста равнина с височина 50 – 200 m. Тя има сложен релеф, пресичан от притоците на Схелде Дендер, Сене и Дейле. В най-западния ѝ край е платото Ерве, а на юг достига до долината на Маас и нейния приток Самбр, която я отделя от предпланините на Ардените.
Ардените са най-северозападния клон на Средноевропейските херцински планини. Те представляват ниска планина, много скалиста и не много подходяща за земеделие, която продължава и в северна Франция. Надморската им височина нараства от северозапад на югоизток – от хълмистите предпланини южно от долината на Мьоза и Самбр и платото Кондроз до най-високата точка в Белгия – Синял дьо Ботранж на 694 m надморска височина.
- Полдери край река Ейзер
- Изглед от Кемпен
- Хълмиста равнина в Ено
- Ардените с река Семоа

### Климат
Климатът на Белгия, както и на по-голямата част от северозападна Европа, е океански (Cfb по Кьопен), със значителни валежи през всички сезони.
Въпреки че има четири обособени сезона, времето е меко през цялата година със средни максимални температури през юли и август около 23°C и средни минимални температури през януари и февруари около 1°C. За периода 2000 – 2006 г. средната дневна минимална температура е 7°C, максималната – 14°C, а средните месечни валежи са 74 mm. Максималната регистрирана температура в страната е 40°C (в Кемпен), а минималната – −30°C (в долината на Лес).
Средните валежи варират от 54 mm през февруари или април и 78 mm през юли. Годишното количество на валежите е около 850 mm. Снеговалежите през зимния сезон не са изключение, но снегът рядко се задържа за дълго, тъй като средните минимални температури са над 0°C.
| Климатична таблица за Брюксел         | Климатична таблица за Брюксел | Климатична таблица за Брюксел | Климатична таблица за Брюксел | Климатична таблица за Брюксел | Климатична таблица за Брюксел | Климатична таблица за Брюксел | Климатична таблица за Брюксел | Климатична таблица за Брюксел | Климатична таблица за Брюксел | Климатична таблица за Брюксел | Климатична таблица за Брюксел | Климатична таблица за Брюксел | Климатична таблица за Брюксел |
| Месеци                                | яну.                          | фев.                          | март                          | апр.                          | май                           | юни                           | юли                           | авг.                          | сеп.                          | окт.                          | ное.                          | дек.                          | Годишно                       |
| Абсолютни максимални температури (°C) | 15,3                          | 20,0                          | 24,2                          | 28,7                          | 34,1                          | 38,8                          | 37,1                          | 36,5                          | 34,9                          | 27,8                          | 20,6                          | 16,7                          | 38,8                          |
| Средни максимални температури (°C)    | 5,7                           | 6,6                           | 10,4                          | 14,2                          | 18,1                          | 20,6                          | 23,0                          | 22,6                          | 19,0                          | 14,7                          | 9,5                           | 6,1                           | 14,2                          |
| Средни температури (°C)               | 3,3                           | 3,7                           | 6,8                           | 9,8                           | 13,6                          | 16,2                          | 18,4                          | 18,0                          | 14,9                          | 11,1                          | 6,8                           | 3,9                           |                               |
| Средни минимални температури (°C)     | 0,7                           | 0,7                           | 3,1                           | 5,3                           | 9,2                           | 11,9                          | 14,0                          | 13,6                          | 10,9                          | 7,8                           | 4,1                           | 1,6                           | 6,9                           |
| Абсолютни минимални температури (°C)  | −21,1                         | −18,3                         | −13,6                         | −5,7                          | −2,2                          | 0,3                           | 4,4                           | 3,9                           | 0,0                           | −6,8                          | −12,8                         | −17,7                         | −21,1                         |
| Средни месечни валежи (mm)            | 76,1                          | 63,1                          | 70,0                          | 51,3                          | 66,5                          | 71,8                          | 73,5                          | 79,3                          | 68,9                          | 74,9                          | 76,4                          | 81,0                          | 852,4                         |
| ------------------------------------- | ----------------------------- | ----------------------------- | ----------------------------- | ----------------------------- | ----------------------------- | ----------------------------- | ----------------------------- | ----------------------------- | ----------------------------- | ----------------------------- | ----------------------------- | ----------------------------- | ----------------------------- |
| Източник: KMI/IRM                     |                               |                               |                               |                               |                               |                               |                               |                               |                               |                               |                               |                               |                               |

### Флора, фауна и околна среда
Белгия е гъсто населена страна с интензивно селско стопанство и по-голямата част от дивата природа е концентрирана в Ардените. Горите заемат около 20% от територията на страната, като преобладават буковите, дъбовите и брястовите гори, както и изкуствено залесени борови гори. Биогеографската система на Световния фонд за дивата природа отнася цялата територия на страната към Палеарктика, като основната част попада в областта на Атлантическите смесени гори, а югозападните райони – в тази на Западноевропейските широколистни гори.
Фауната за Белгия включва главно видове, обичайни за Западна Европа. В страната се срещат около 70 вида бозайници, 450 вида птици, 100 вида риби и 20 вида земноводни и влечуги. От едрите бозайници характерни са благородният елен, сърната, дивата свиня, лисицата. Вълците се смятат за изтребени през 1886 г., но в наши дни се предполага, че отделни екземпляри навлизат през границата с Германия. Пет животински вида са критично застрашени в световен мащаб – мидата Margaritifera auricularia и рибите европейска змиорка, атлантическа есетра, морски ангел и обикновен скат. Към 2015 г. в страната има 3 865 защитени територии с различен статут, заемащи 14% от общата площ на Белгия. Сред тях е „Хоге Кемпен“, първият национален парк в страната, основан през 2006 г.
С голямата си гъстота на населението и разположението си в центъра на индустриализираната Западна Европа, Белгия има проблеми със замърсяването на околната среда. Сравнително изследване от 2006 г. я поставя на 39-о място между 133 включени страни по общо състояние на околната среда, но на последно между включените страни от Европейския съюз. Според друг доклад от 2003 г. състоянието на водите в Белгия е най-лошото между 122 изследвани страни.
- Bromus bromoideus е изчезнал в природата вид, ендемичен за белгийските Ардени
- Див заек в полдерите на Западна Фландрия
- Сива чапла в Ардените
- Европейската змиорка е критично застрашен вид

## История

### Древност
Най-ранните данни за заселване на днешната територия на Белгия са останки от неандерталци на възраст около 100 хиляди години. Неолитната Култура на линейно-лентовата керамика достига източните части на страната около 5000 г. пр. Хр., като свързваните с нея останки от селища имат защитни стени. През този период от северозападна Франция до Нидерландия е разпространена характерна керамика, която някои автори свързват с културата на линейно-лентовата керамика, а други – с преднеолитно население, съжителстващо с нея в региона. С по-късно неолитно население се свързват Неолитните кремъчни мини в Спиен. Изглежда през следващите столетия земеделието изчезва от територията на днешна Белгия и отново се възстановява с разпространението на Михелсбергската култура.
Населението на днешна Белгия започва да нараства по-съществено през бронзовата епоха във II хилядолетие пр. Хр. Страната е в обхвата на три последователни археологически култури – културата на полетата с погребални урни, халщатската култура и латенската култура. Последните две, отнасяни към желязната епоха, се свързват с индоевропейско население и по-конкретно с келтите или техни преки предшественици. Около V век пр. Хр. се появяват и първите исторически сведения за келтско население в региона, което по това време установява контакти със Средиземноморието, а в средата на II век пр. Хр. започват да се използват монети.
Наименованието на съвременната държава идва от името на белгите – група келтски народи (макар при някои от тях да има видимо германско влияние), обитаваща региона при завоюването му от римляните. През 57 г. пр. Хр. белгите са подчинени от римския военачалник Юлий Цезар, който оставя първите подробни свидетелства за тях, изброявайки няколко десетки обособени народа. Територията на Белгия попада в северната част на образуваната малко по-късно римска провинция Галия Белгика, а през I век най-североизточният ѝ край става част от новосъздадената Долна Германия. Най-значимият градски център в съвременната територия на Белгия е Атуатука, днешният Тонгерен. Градът е седалище на един от първите християнски епископи в региона – свети Серватий (починал през 384 г.).
От края на III век на днешната територия започват да проникват франките (германски народ, живеещ североизточно от границата на Империята), доброволно или принудително заселвани от римските власти. През 358 г. император Юлиан Апостат заселва голяма част от салическите франки като федерати в областта Токсандрия.
Римската власт в днешна Белгия е разтърсена с пробива на рейнската граница от вандали, свеви, бургунди и алемани през 406 г. През следващите десетилетия страната е под властта на Соасонското кралство, фактически независим ексклав на Западната Римска империя и на набиращата сила франкска династия на Меровингите.

### Средновековие
Територията на днешна Белгия е сред първоначалните владения на Франкското кралство на Меровингите, което през VI век се разпростира върху значителна част от Западна Европа. През 496 година меровингският крал Хлодвиг I официално приема халкидонското християнство, допринасяйки за утвърждаването на католицизма в региона. В рамките на франкските владения Белгия е част от Австразия, която през следващите столетие периодично е самостоятелна държава.
През VII век властта на меровингските крале постепенно отслабва за сметка на придворните служители – майордоми. Особено влияние получава родът на Пипинидите, чиито семейни владения са в днешна източна Белгия – те постепенно монополизират поста на майордомите, а през 751 година Пипин Къси и формално се обявява за крал, поставяйки началото на династията на Каролингите. Неговият син Карл Велики разширява франкските владения в Централна и Южна Европа и е коронован за император на Свещената Римска империя.
При разделянето на франкските владения през IX век Фландрия в северозападната част на днешна Белгия става част от Западнофранкското кралство (по-късно Франция), а останалите райони остават в Свещената Римска империя. Последвалият период на политическа нестабилност, съпътстван и от нападенията на викингите, довежда до формирането на относително самостоятелни феодални владения. Към XI век в Белгия се утвърждават няколко такива владения – Лиежкото княжество, херцогствата Брабант и Лимбург и графствата Фландрия, Ено, Люксембург, Намюр.
През XII-XIV век нараства значението на градовете в днешна Белгия – много от тях получават специални привилегии, някои, като Брюге, Гент или Ипер, се превръщат в търговски центрове с международно значение, произвеждащи висококачествени тъкани от внасяна от Англия вълна. В самото начало на XIV век Фландрия с големи трудности предотвратява опита на Франция да наложи и на практика формалната си власт в графството, а в последвалата Стогодишна война регионът е сцена на съперничество между Франция и Англия.

### Бургундска и Испанска Нидерландия
През XIV-XV век херцозите на Бургундия, потомци на френската кралска династия Валоа, които създават собствена самостоятелна държава, поставят чрез династически бракове, покупки, военни и дипломатически ходове под свой контрол повечето феодални владения в днешна Белгия. През 1384 година са присъединени Фландрия и Мехелен, през 1429 година Намюр, година по-късно Брабант и Лимбург, през 1432 година Ено и през 1443 година Люксембург. Лиежкото епископство остава формално самостоятелен анклав, но херцозите имат силно влияние и там. След като консолидират властта си в Нидерландия, в средата на XV век те фактически пренасят столицата си в Брюксел. Херцозите се стремят да модернизират управлението, като премахват някои местни привилегии, създават централна администрация и свикват първите Генерални щати.
След смъртта на последната наследница на бургундските херцози Мария Бургундска през 1482 година техните владения преминават към Хабсбургите. Първоначално в Нидерландия управлява синът на Мария Филип Хубави, който наследява и трона на Испания, а след него синът му Карл V, който освен това е и император на Свещената Римска империя. Карл V консолидира личната уния на отделните нидерландски провинции, обособени в рамките на империята в Бургундски имперски окръг, и централизира донякъде управлението им с Прагматическата санкция от 1549 г. През 1555 година Карл V предава бившите бургундски владения на сина си Филип и по този начин територията на днешна Белгия преминава към испанския клон на Хабсбургите. През XVI век Хабсбургите управляват Нидерландия като обособена област с общи губернатори, като постът е заеман най-дълго от Маргарета Австрийска (1507 – 1515, 1519 – 1530), Мария Унгарска (1531 – 1555) и Маргарита Пармска (1559 – 1567, 1578 – 1582).
Периодът на възход на региона при Хабсбургите приключва в края на 60-те години, когато бунтове на нидерландските провинции срещу испанците поставят началото на Осемдесетгодишната война (1568 – 1648). След интензивна гражданска война, през 1581 година, северните провинции се обособяват в самостоятелна република Съединени провинции, а южните остават под испанска власт и запазват католическия си характер, като така се оформя днешната граница между Белгия и Нидерландия. Освен преките поражения от войната, провинциите на днешна Белгия губят и значителна част от икономически активното си население, емигрирало на север, а Антверпен губи позицията си на главно търговско пристанище в региона за сметка на Амстердам.
През целия XVII век, особено при управлението на френския крал Луи XIV (1643 – 1715), днешната територия на Белгия е сцена на военни сблъсъци между Франция и други европейски сили, най-често Испания, Съединените провинции и Австрия. Военните действия нанасят тежки материални щети, като при разрушаването на Брюксел от французите през 1695 година. Въпреки това градове като Антверпен запазват активния си културен живот и са сред центровете на бароковото изкуство.

### XVIII век, Революцията и Обединеното кралство
С Ращатския договор от 1714 година територията на Испанска Нидерландия преминава под контрола на австрийския клон на Хабсбургите. Австрия не проявява голям интерес към областта, която е създадена под британски натиск като буферна държава срещу възможната експанзия на Франция. През следващите десетилетия австрийското правителство прави няколко опита да я замени за друга територия, по-близка до нейната основна територия, като Бавария или Силезия.
През втората половина на XVIII век Австрийска Нидерландия е обхваната от либералните реформи, провеждани от император Йозеф II. Тук те срещат сериозна съпротива от страна на църквата и традиционните институции на провинциите, която достига своята кулминация с Брабантската революция и обявената независимост на Съединените белгийски щати през 1790 година.
През 1795 година, в хода на Революционните войни, цялата територия на Белгия е анексирана от Франция. С анексията дотогавашната Австрийска Нидерландия е обединена с формално самостоятелното Лиежко княжество и е разделена на девет департамента, съответстващи на днешните девет белгийски провинции. Присъединяването към Франция е свързано с утежнено данъчно облагане, масови мобилизации и репресии срещу католицизма и фламандската култура, които предизвикват масова емиграция и Селската война от 1798 година. В същото време през този период градовете преживяват относителен стопански подем, корабоплаването между Антверпен и морето е възстановено и са поставени основите на Индустриалната революция.
След поражението на Франция в Наполеоновите войни и окончателния разгром на Наполеон I край брабантското село Ватерло през 1815 година територията на Белгия става част от новосъздаденото Обединено кралство Нидерландия. През следващите години южните провинции на Обединеното кралство бързо се индустриализират, но управлението на крал Вилем I предизвиква масово и засилващо се недоволство – на потисканата католическа църква, на културно дискриминираната френскоезична общност, на недоволните от централизацията на управлението либерали. Нарастващото напрежение довежда до Белгийската революция от 1830 година и отделянето на южните провинции в независима белгийска държава – католическа, буржоазна, неутрална и с официален френски език.

### Независима Белгия
Независима Белгия става конституционна монархия, начело с крал от династията Сакс-Кобург и Гота, който има ограничени правомощия, и парламентарна демокрация със светско държавно управление. Основните политически партии през XIX век са Католическата и Либералната, като либералите губят позиции след въвеждането на общо избирателно право за мъжете през 1893 година.
През XIX век в Белгия бързо протича Индустриалната революция, превръщайки страната в един от европейските центрове на въгледобива, тежката промишленост и финансите. Първоначално френският е единствен официален език, използван широко от аристокрацията и буржоазията от всички етнически групи, но с усилията на печелещото популярност Фламандско движение постепенно нидерландският също получава признание – през 1898 г. той е приет за официален език.
Със своето създаване Белгия е превърната в буферна държава между Франция и Прусия, като получава международни гаранции за своя неутралитет. Този неутралитет е нарушен през 1914 година, когато в началото на Първата световна война Германия окупира по-голямата част от Белгия при изпълнението на плана „Шлифен“. През следващите години страната е сцена на едни от най-активните сражения на Западния фронт, а след нейния край към нея са присъединени група германски селища – зоната Ойпен-Малмеди.
Още на Берлинската конференция през 1885 година белгийският крал Леополд II получава като лично владение Свободната държава Конго, която през 1908 година преминава под управлението на белгийското правителство като Белгийско Конго. През Първата световна война Белгия окупира част от Германска Източна Африка, която след войната става основа на нейната подмандатна територия Руанда-Урунди.
След войната избирателните права на всички мъже са изравнени – това дава тласък на Белгийска работническа партия, която започва да участва в управлението на страната. Във външната политика, след период на съюз с Франция, Белгия се опитва да се върне към неутралитета през 30-те години, но отново е нападната от Германия през 1940 година, в началото на Втора световна война. След битката за Белгия цялата страна е окупирана от Германия, а между септември 1944 и февруари 1945 година в Белгия отново се водят тежки боеве.

### След Втората световна война
Още в хода на Втората световна война политиката на неутралитет е изоставена за сметка на търсенето на многостранни решения за стабилността в Европа. Белгия е сред основателите на Бенелюкс (1944), НАТО (1949), Европейската общност за въглища и стомана (1951), Европейската общност за атомна енергия (1957) и Европейската икономическа общност (1957) – предшественик на днешния Европейски съюз. Много от ръководните структури на тези организации се намират в белгийската столица Брюксел. През 60-те години страната се отказва от колониалните си амбиции – Белгийско Конго получава независимост през 1960 година, последвано две години по-късно от Руанда-Урунди.
Непосредствено след Втората световна война Белгия преживява най-тежката политическа криза в своята история във връзка с т.нар. Кралски въпрос. В центъра на конфликта, противопоставящ както левицата на десницата, така и двете етнически общности, е съдбата на намиращия се в изгнание крал Леополд III, обвиняван в колаборационизъм с германците. Положението се успокоява, след като през 1951 година кралят абдикира в полза на сина си Бодуен.
През следвоенните десетилетия политическият живот в страната е доминиран от Християнската народна партия, но социалисти и либерали също често участват в коалиционни правителства. В центъра на вътрешната политика през 50-те години е Втората училищна война, противопоставяща левицата на десницата по въпроса за държавната подкрепа за католическите училища.
През 60-те години се активизира Фламандското движение, което довежда до нарастващо обособяване на двете основни етнически общности в страната – създадени са езикови зони, някои големи университет и основните политически партии се разделят на езикова основа. След 1970 година поредица от държавни реформи превръщат страната във федерална държава в търсене на баланс между интересите на двете общности.

## Население

### Демографска характеристика
Към 1 януари 2015 година общото население на Белгия според административните регистри е 11 190 845 души. Гъстотата на населението е 367 души на квадратен километър – най-висока е около агломерацията Брюксел-Антверпен-Гент-Льовен, както и около други важни градски центрове като Лиеж, Шарлероа, Кортрейк, Брюге, Хаселт и Намюр, а най-ниска е в Ардените. През 2014 година 97,8% от населението е градско.
В Белгия демографският преход завършва през 70-те години на XX век, когато прирастът на населението спада до стойности около 0,1%. През следващите години продължителността на живота продължава да се увеличава, достигайки през 2016 година 81,4 години. Прирастът на населението нараства след 90-те години, като в началото на XXI век е около 0,6%, съществен принос за което има имиграцията.
През 2015 година 7 града в Белгия имат повече от 100 хиляди жители – столицата Брюксел (1,2 милиона), Антверпен (514 хиляди), Гент (253 хиляди), Шарлероа (202 хиляди), Лиеж (196 хиляди), Брюге (118 хиляди) и Намюр (111 хиляди).

### Етнически групи, вероизповедания и езици
Около 11% от жителите на Белгия имат чуждо гражданство, а 13% не са родени в страната. Към 2012 година около една четвърт от населението (2,7 милиона души) са родени в чужбина или техни потомци – сред тях най-много са дошлите от Италия (452 хиляди), Мароко (412 хиляди), Франция (268 хиляди), Турция (219 хиляди) и Нидерландия (216 хиляди).
В Белгия католицизмът е преобладаваща религия. Около 72% от населението са християни, почти всички от тях католици, 5% са мюсюлмани, а 22% са нерелигиозни, атеисти или агностици.
Белгия има три официални езика – нидерландски, френски и немски. Говорят се и няколко неофициални малцинствени езика. Няма официални статистически данни за разпределението на трите официални езика, но по оценки, базирани на косвени данни, около 60% от населението има за майчин език нидерландски, а около 33% – френски.
Говорещите нидерландски са около 6,23 милиона души, концентрирани в северния Фламандски регион, докато говорещите френски са 3,32 милиона във Валония и около 870 хиляди (или 85%) от жителите на официално двуезичния столичен регион Брюксел. Немскоезичната общност включва около 73 хиляди души в източната част на Валония, като други 23 хиляди немскоезични живеят извън географските граници на общността.
Както официалният нидерландски, говорен в Белгия, така и белгийският френски, имат малки лексикални различия от разновидностите, говорени в Нидерландия и Франция. На местно ниво мнозина фламандци говорят съответния традиционен диалект. Валонският, определян от различни автори като диалект на френския или като самостоятелен романски език, в наши дни се говори рядко, главно от по-възрастни хора. Четирите диалекта на валонски, заедно с тези на пикардския и шампанския в някои гранични райони, не се използват в обществения живот и са изместени от френския, но имат специален защитен статут на регионални езици.

## Държавно управление

### Устройство и политически живот
Белгия е федерална държава и демократична конституционна парламентарна монархия. Държавен глава е кралят на белгийците, наследствена длъжност, която от 2013 г. се заема от Филип от династията Сакс-Кобург и Гота.
Федерализмът в Белгия е резултат от поредица компромиси между етническите общности в страната и е свързан с усложнена структура от институции. Освен федералното правителство е въведено разделение по език на общности (Френска общност, Фламандска общност и Немскоезична общност) и отделно разделение по региони (Валонски регион, Фламандски регион и Столичен регион Брюксел, като Фламандската общност и Фламандският регион са свързани и имат общо правителство.
Отговорността за различните сфери на управлението е разпределена между различните нива:
- Федерално правителство: външни работи, външна търговия, отбрана, икономическа политика, обществено осигуряване (вкл. пенсии, здравеопазване, социални помощи), транспорт, ограничени компетенции в образованието, културата и научните изследвания, както и контрол върху данъчното облагане в регионите и, още по-важно, 80% от данъчните приходи.
- Правителства на общностите: език, култура и образование (вкл. училища, библиотеки, театри и т.н.)
- Регионални правителства: въпроси, свързани с териториалното устройство и собствеността (регионална икономическа политика, градоустройство, транспорт и т.н.)

Белгия е сред европейските държави с най-трайно установена либерална демокрация, като страната се управлява демократично без прекъсване от своята независимост насам. Всички нива на федерацията, както и общините, се управляват от пряко избирани парламенти или съвети. Федералният парламент има петгодишен мандат и се състои от две камари – Камара на представителите от 150 пряко избрани депутати и Сенат от 71 члена (40 от тях се избират пряко, 21 от парламентите на общностите, а останалите 10 – от първите 61 сенатори). Федералната изпълнителна власт се упражнява от министър-председател и правителство, формално назначавани от краля, но на практика излъчвани от коалиция с мнозинство в парламента.
Партийната система на федерално ниво е фрагментирана, тъй като в средата на XX век традиционните партии се разделят на френскоезична и фламандска част. Във френскоезична Белгия водещите партии са либералното Реформаторско движение и Социалистическата партия, а във Фландрия в началото на XXI век най-голямо влияние има консервативният Новофламандски алианс. От 2014 година федералното правителство на Шарл Мишел е коалиция на Реформаторското движение, Новофламандския алианс, Християндемократически и фламандски и Открити фламандски либерали и демократи.
Правната система на Белгия е континентална, базирана на Конституцията от 1831 година. Съдебната система включва няколко инстанции и обособени наказателни, търговски и трудови съдилища, като най-висша инстанция е Касационният съд с 16 членове, назначавани пожизнено от краля.

### Външна политика и въоръжени сили
Поради своето разположение в сърцето на Западна Европа, в миналото Белгия често е бойно поле за армиите на по-големите си съседи. Лишена от естествена защита, страната по традиция се стреми да избегне зависимостта си от по-силните страни в региона чрез дипломатически средства, а в наши дни е активен поддръжник на европейската интеграция. Още през 1922 година страната се включва в Белгийско-люксембургския икономически съюз, разширен през 1944 година в Бенелюкс. Белгия е сред основателите на Европейския съюз и НАТО, като седалищата на тези организации се намират в нейната столица Брюксел. Белгия поддържа специални отношения със своите бивши колонии – Бурунди, Демократична република Конго и Руанда.
Въоръжените сили на Белгия наброяват около 31 хиляди души. Те са организирани в обща структура с четири главни подразделения – сухопътни войски, военновъздушни сили, военноморски сили и медицински компонент. Оперативните командвания на четирите подразделения са подчинени на Щабния отдел по операции и обучение на Министерството на отбраната и на началник на отбраната. През 2013 година бюджетът за отбрана е 3,94 милиарда евро (1,03% от БВП).

### Административно деление
Белгия е съставена от петте северни нидерландскоговорещи провинции на Фландрия,
петте южни френскоговорещи провинции на Валония и двуезичния Столичен регион Брюксел.
| Регион                  | Провинция          | Адм. център | Площ, km² | Население (2010) |
| ----------------------- | ------------------ | ----------- | --------- | ---------------- |
| Столичен регион Брюксел | –                  | Брюксел     | 161       | 1 138 854        |
| Фламандски регион       | Антверпен          | Антверпен   | 2860      | 1 744 862        |
| Фламандски регион       | Западна Фландрия   | Брюге       | 3151      | 1 159 366        |
| Фламандски регион       | Източна Фландрия   | Гент        | 2982      | 1 432 326        |
| Фламандски регион       | Лимбург            | Хаселт      | 2414      | 838 505          |
| Фламандски регион       | Фламандски Брабант | Льовен      | 2106      | 1 076 924        |
| Валония                 | Валонски Брабант   | Уавър       | 1093      | 379 515          |
| Валония                 | Ено                | Монс        | 3800      | 1 309 880        |
| Валония                 | Лиеж               | Лиеж        | 3844      | 1 067 685        |
| Валония                 | Люксембург         | Арлон       | 4443      | 269 023          |
| Валония                 | Намюр              | Намюр       | 3664      | 472 281          |

Провинциите се подразделят на по няколко окръга, между един и осем, общо 42 на брой.
Основна единица на местно самоуправление в страната са 589-те общините. 134 от тях имат право да се наричат градове (вижте Списък на градовете в Белгия). Повечето общини имат географски подразделения със собствени имена, които обаче нямат административни функции. Част от тях са подобщини – бивши самостоятелни общини, които днес са интегрирани в по-големи общини. Антверпен, най-голямата по население община в страната, е и единствената, която има свои административно-териториални подразделения – 9 района. Столицата и най-голям град Брюксел е съставен от 19 самостоятелни общини.

## Икономика

### Основни икономически показатели
С брутен вътрешен продукт (БВП) около 532 милиарда щатски долара за 2014 година Белгия е деветата по големина национална икономика в Европейския съюз и 25-а в света. Нейният БВП (по ППС) на глава от населението е 40 885 щатски долара, което я поставя на осмо място в Европейския съюз и на 22-ро място сред страните в света.
Към края на 80-те години на XX век белгийският държавен дълг достига 120% от БВП и през 90-те години правителствата полагат усилия за неговото намаляване, за да покрият критериите за въвеждане на еврото. Към 2006 година бюджетът е балансиран и държавният дълг е намален до 90% от БВП.
| Показател         | 2005  | 2006  | 2007  | 2008  | 2009   | 2010  | 2011   | 2012   | 2013   | 2014   |
| ----------------- | ----- | ----- | ----- | ----- | ------ | ----- | ------ | ------ | ------ | ------ |
| Ръст на БВП       | 2,09% | 2,50% | 3,40% | 0,75% | -2,28% | 2,69% | 1,80%  | 0,15%  | 0,02%  | 1,35%  |
| Инфлация          | 2,53% | 2,34% | 1,82% | 4,49% | -0,01% | 2,33% | 3,36%  | 2,62%  | 1,20%  | 0,54%  |
| Безработица       | 8,4%  | 8,2%  | 7,5%  | 7,0%  | 7,9%   | 8,3%  | 7,2%   | 7,6%   | 8,4%   | 8,5%   |
| Публичен дълг/БВП | 94,8% | 90,8% | 86,9% | 92,2% | 99,3%  | 99,6% | 102,1% | 104,0% | 104,6% | 105,6% |

### Структура на икономиката
Към 2015 година около 83% от брутната добавена стойност (БДС) в белгийската икономика се пада на сектора на услугите, като основните подсектори са търговията (12,3%), професионалните и научно-технически услуги (9,5%), услугите, свързани с недвижими имоти (8,5%), публичната администрация (7,8%) и здравеопазването (7,6%).
На промишлеността се падат около 16% от брутната добавена стойност, като основните подсектори са химическата (2,4%), хранително-вкусовата (2,2%) и фармацевтичната промишленост (1,6%) и енергетиката (1,4%).
В селското стопанство и свързаните с него сектори, като горско стопанство и риболов, се създават едва 0,7% от брутната добавена стойност.
В географско отношение съществуват значителни икономически различия между Фландрия и Брюксел от една страна и Валония от друга. В миналото Валония е по-богатият регион, главно заради традиционната тежка промишленост, но упадъкът на черната металургия през втората половина на XX век довежда до упадък, докато през същия период Фландрия се развива бързо в нови и по-динамични сектори на промишлеността. Така през 2013 година безработицата във Валония е над два пъти по-висока, отколкото във Фландрия, а брутният вътрешен продукт на глава от населението – с около една трета.

### Външна търговия
Белгийската икономика е силно глобализирана, страната е на 19-о място в света по обем на износа и на 17-о по обем на вноса (2015), а износът на глава от населението е сред най-високите в света.
Основните вносни продукти са суровини, машини и оборудване, химически продукти, необработени диаманти, фармацевтични продукти, храни, транспортни средства и нефтопродукти, като вносът идва главно от Нидерландия (19,4%), Германия (17,2%), Франция (11,0%), Великобритания (5,7%), Съединените щати (5,5%), Китай (4,1%).
Главните износни продукти са машини, химически продукти, обработени диаманти, метали и хранителни стоки. Основните вносители на белгийски стоки са Германия (19,8%), Франция (17,4%), Нидерландия (12,2%), Великобритания (7,2%), Съединените щати (4,8%), Италия (4,7%).

## Инфраструктура

### Образование и наука
Образованието в Белгия включва няколко етапа – предучилищен, основно образование в продължение на 6 години, средно образование в продължение на 6 години и висше образование с бакалавърска, магистърска и докторска степени. Средното образование е финансирано от общностите, но самите училища се поддържат от различни институции – общностите, провинциите и общините, а най-многобройни са частните училища, обикновено администрирани от католически или други религиозни организации. Висшето образование се осъществява в университети, университетски колежи и висши институти. В страната има 7 големи университета, най-старият и най-престижен сред които е Льовенският католически университет.
Към 2014 година 99% от възрастното население е грамотно. Образованието е задължително от шест до осемнадесетгодишна възраст или до завършване на средното образование, като практически всички деца посещават училище. Средното ниво на средното образование е относително високо, като според изследването на Програмата за международна оценка на учениците от 2015 година при 72 обхванати страни Белгия е на 15-о място при тестовете по математика и на 20-о място – по четене и науки.
Научната и развойна дейност в Белгия е концентрирана главно в университетите и в частния сектор с по-малко значение на специализираните изследователски институти. През XIX и началото на XX век белгийци правят редица важни технически открития, като подобреното динамо на Зеноб Грам, процесът за производство на натриев бикарбонат на Ернест Солвей и първата синтетична пластмаса на Лео Бакеланд. Жорж Льометр предлага теорията на Големия взрив, която е в основата на съвременната космология, а шестима други белгийци получават Нобелова награда в различни области. В наши дни активно развиващ се клон на науката са биотехнологиите във връзка с медицината, биохимията и фармацевтиката.

### Транспорт
Навлязла в Индустриалната революция в началото на 1800-те, сред първите страни в континентална Европа, Белгия развива отлична транспортна инфраструктура от пристанища, канали, железопътни линии и пътища, за да интегрира промишлеността си с тази на своите съседи. През 1999 година Белгия има най-голямата гъстота на железопътната мрежа в Европейския съюз (113,8 km/1000 km²), а гъстотата на автомагистралната мрежа – 55,5 km/1000 km² r 16,5 km/1000 жители – е значително над средната за Европейския съюз.
Белгия често е наричана „сърцето на Европа“. Причина за това са не само географското ѝ положение, но и множеството европейски и международни институции със седалище в Брюксел. Това, от своя страна, се дължи на отличната транспортна система. Страната има съвременна и безплатна пътна система, свързана е с европейската железопътна мрежа, а Антверпен е второто по големина пристанище в Европа.

## Култура
Белгия е известна със своето изкуство, великолепната си архитектура, своята бира, своята храна и своя шоколад.
Белгия разполага с разнообразие от известни художници, като Рогир ван дер Вейден, Петер Паул Рубенс, Рьоне Магрит, Ян ван Ейк, Брьогел, Мемлинг, Енсор, Пол Делво. В Белгия има множество музеи и временни експозиции. Най-важните са Кралският музей на изкуствата в Антверпен с внушителната си колекция творби на Рубенс, както и Белгийския кралски музей на изкуствата в Брюксел.
В музиката Адолф Сакс е известен с изобретяването на саксофона. Фламандските музиканти Жил Беншоа, Йоханес Окегем, Якоб Обрехт, Жоскен де Пре и малко по-късно Орландо ди Ласо съществено повлияват развитието на светската и духовна музика със стила арс нова. В архитектурата името на Виктор Орта е добре известно. Той е сред създателите на Art Nouveau, архитектурен стил с голямо влияние през 20 век.
Белгия е добре представена в света на спорта, като футболът е много популярен. Освен това две белгийски тенисистки са сред първите 20 в света – Ким Клайстърс и Жустин Енен-Арден. Белгия се представя добре и в колоезденето. Един от най-великите колоездачи в историята, Еди Меркс, който печели пет пъти Обиколката на Франция, пет пъти Обиколката на Италия, веднъж Обиколката на Испания, два пъти Обиколката на Белгия и веднъж Обиколката на Швейцария, е белгиец. Белгия има и световни шампиони по мотокрос, джудо и тенис на маса.
Мнозина гастрономи смятат, че белгийската кухня е най-добрата в Европа. Марки белгийски шоколад като Neuhaus, Côte d'Or, Leonidas, Godiva са световноизвестни, а пралините са изобретени в Белгия. В Белгия има над 450 вида бира, като тези на монасите траписти са най-престижни. Белгийците са известни и със страстта си към пържените картофи.
Празниците играят важна роля в културния живот на Белгия. Почти всеки град има свой празник, някои датиращи от векове. Два от най-големите са тридневният карнавал в Бенш, близо до Монс, и Процесията на Светата кръв, провеждана в Брюж през май.
Важен празник, макар и неофициален, е 6 декември. Това е Sinterklaas dag на нидерландски или la Saint-Nicolas на френски (Свети Николай). Той представлява нещо като ранна Коледа. На 5 декември вечерта, преди лягане, децата слагат обувките си при огнището с малко вода или вино и морков за коня или магарето на Свети Николай. Очаква се, че той идва през нощта и влиза през комина. След това той взима храната и водата или виното, оставя подаръци, връща се обратно, нахранва коня или магарето и продължава пътя си. Той също така знае дали децата са били добри или лоши. Този празник е особено популярен сред децата в Белгия, Нидерландия и Германия.

### Преса
През 2015 г. Белгия е на 15-о място по свобода на пресата в света по данни на Репортери без граници (+ 8 места спрямо предходната година).